# 莱讷河
莱讷河（德語：Leine，發音：[ˈlaɪnə] ⓘ）是德國一條流經圖林根與下薩克森地區的河流，也是阿勒尔河的支流，全長281公里。大城漢諾威、哥廷根位在莱讷河岸邊。

## 外部連結
- Bundesamt für Naturschutz: Landschaftssteckbrief "Leine-Ilme-Senke" Archive.today的存檔，存档日期2007-06-28